# Estados Unidos en la Copa América Centenario
La selección de Estados Unidos fue uno de los 16 equipos participantes en la Copa América Centenario, torneo que se realizó en ese país entre el 3 de junio y el 26 de junio de 2016. Es la cuarta vez que Estados Unidos participa del torneo, y la primera en la que fue el anfitrión.
El sorteo de la Copa América, realizado el 21 de febrero en Nueva York, determinó que Estados Unidos dispute sus partidos en el grupo A junto a Colombia —contra quien debutó e inauguró el torneo—, Costa Rica y Paraguay.
En la fase de grupos se enfrentó a Colombia en el partido inaugural. Pese a perder este primer encuentro, los norteamericanos terminaron ganando el grupo luego de dos victorias consecutivas ante Costa Rica y Paraguay.
En los cuartos de final se enfrentaron a la selección ecuatoriana, la cual había terminado segunda en el grupo B. La selección estadounidense ganaría este encuentro y se clasificaría a la semifinal del torneo por primera vez desde 1995, pero cayeron derrotados 4-0 en esta ronda ante los eventuales subcampeones, Argentina. La participación de la selección anfitriona llegaría a su fin con la derrota 1-0 frente a Colombia en el partido definitorio por el tercer lugar.

## Participación

### Partidos
| Fecha       | Lugar       | Instancia        | Local          |                           | Resultado |                       | Visitante  |
| ----------- | ----------- | ---------------- | -------------- | ------------------------- | --------- | --------------------- | ---------- |
| 3 de junio  | Santa Clara | Fase de grupos   | Estados Unidos | Bandera de Estados Unidos | 0:2 (0:2) | Bandera de Colombia   | Colombia   |
| 7 de junio  | Chicago     | Fase de grupos   | Estados Unidos | Bandera de Estados Unidos | 4:0 (3:0) | Bandera de Costa Rica | Costa Rica |
| 11 de junio | Filadelfia  | Fase de grupos   | Estados Unidos | Bandera de Estados Unidos | 1:0 (1:0) | Bandera de Paraguay   | Paraguay   |
| 16 de junio | Seattle     | Cuartos de final | Estados Unidos | Bandera de Estados Unidos | 2:1 (1:0) | Bandera de Ecuador    | Ecuador    |
| 21 de junio | Houston     | Semifinales      | Estados Unidos | Bandera de Estados Unidos | 0:4 (0:1) | Bandera de Argentina  | Argentina  |
| 25 de junio | Glendale    | Tercer puesto    | Estados Unidos | Bandera de Estados Unidos | 0:1 (0:1) | Bandera de Colombia   | Colombia   |

### Grupo A
| Selección      | Pts. | PJ | PG | PE | PP | GF | GC | Dif |
| -------------- | ---- | -- | -- | -- | -- | -- | -- | --- |
| Estados Unidos | 6    | 3  | 2  | 0  | 1  | 5  | 2  | 3   |
| Colombia       | 6    | 3  | 2  | 0  | 1  | 6  | 4  | 2   |
| Costa Rica     | 4    | 3  | 1  | 1  | 1  | 3  | 6  | -3  |
| Paraguay       | 1    | 3  | 0  | 1  | 2  | 1  | 3  | -2  |

| 3 de junio de 2016, 18:30 (UTC-7) | Estados Unidos | 0:2 (0:2) | Colombia                         | Levi's Stadium, Santa Clara                                |                                                            |
|                                   |                | Reporte   | Zapata 8' · Rodríguez 42' (pen.) | Asistencia: 67 439 espectadores Árbitro(s): Roberto García | Asistencia: 67 439 espectadores Árbitro(s): Roberto García |

| 7 de junio de 2016, 19:00 (UTC-5) | Estados Unidos                                      | 4:0 (3:0) | Costa Rica | Soldier Field, Chicago                                     |                                                            |
|                                   | Dempsey 9' (pen.) · Jones 37' · Wood 42' · Zusi 87' | Reporte   |            | Asistencia: 39 642 espectadores Árbitro(s): Roddy Zambrano | Asistencia: 39 642 espectadores Árbitro(s): Roddy Zambrano |

| 11 de junio de 2016, 19:00 (UTC-4) | Estados Unidos | 1:0 (1:0) | Paraguay | Lincoln Financial Field, Filadelfia                        |                                                            |
|                                    | Dempsey 27'    | Reporte   |          | Asistencia: 51 041 espectadores Árbitro(s): Julio Bascuñán | Asistencia: 51 041 espectadores Árbitro(s): Julio Bascuñán |

### Cuartos de final
| 16 de junio de 2016, 18:30 (UTC-7) | Estados Unidos           | 2:1 (1:0) | Ecuador    | CenturyLink Field, Seattle                                           |                                                                      |
|                                    | Dempsey 21' · Zardes 64' | Reporte   | Arroyo 73' | Asistencia: 47 322 espectadores Árbitro(s): Wilmar Roldán (Colombia) | Asistencia: 47 322 espectadores Árbitro(s): Wilmar Roldán (Colombia) |

### Semifinales
| 21 de junio de 2016, 20:00 (UTC-5) | Estados Unidos | 0:4 (0:2) | Argentina                                | Estadio NRG, Houston                                                   |                                                                        |
|                                    |                | Reporte   | Lavezzi 3' · Messi 31' · Higuaín 49' 85' | Asistencia: 70 858 espectadores Árbitro(s): Enrique Cáceres (Paraguay) | Asistencia: 70 858 espectadores Árbitro(s): Enrique Cáceres (Paraguay) |

### Tercer puesto
| 25 de junio de 2016, 17:00 (UTC-7) | Estados Unidos | 0:1 (0:1) | Colombia  | Estadio Universidad Phoenix, Glendale                                  |                                                                        |
|                                    |                | Reporte   | Bacca 30' | Asistencia: 51.359 espectadores Árbitro(s): Daniel Fedorczuk (Uruguay) | Asistencia: 51.359 espectadores Árbitro(s): Daniel Fedorczuk (Uruguay) |